# Cabuérniga
Cabuérniga es un municipio de la comunidad autónoma de Cantabria (España). Es uno de los tres municipios que forman el Valle de Cabuérniga, situado en la zona occidental de la comunidad, dentro de la comarca de Saja-Nansa. Limita al norte con los municipios de Ruente y Valdáliga, al sur con Los Tojos y la mancomunidad Campoo-Cabuérniga, al oeste con Rionansa y Tudanca y al este nuevamente con Ruente y Los Tojos. Su cota máxima situada en el alto de Cahorra es de 1187,2 metros de altitud y su cota mínima algo inferior a los 221,3 metros.
La cabecera municipal es la localidad de Valle, situada en un llano, al pie de dos grandes alturas. Dista once kilómetros de Cabezón de la Sal y cincuenta y siete de la capital autonómica, Santander.

## Símbolos
El Ayuntamiento no posee bandera, solamente escudo herádico municipal aprobado por Real Decreto en 1978. El escudo tiene forma ibérica o española: cuadrilongo con el borde inferior redondeado en la punta, y su descripción es la siguiente: Escudo mantelado: Primero de azur, lucero de oro, segundo, de plata, oso rampante de sable; tercero de gules, azuela de plata y mango de oro. Al timbre, corona real cerrada.

## Geografía
Con una superficie de 86,44 km², Ruente es el vigésimo municipio de Cantabria por superficie (ver tabla).
Además de la superficie municipal, Cabuérniga gestiona conjuntamente con el resto de municipios del valle y la Hermandad de Campoo de Suso la Mancomunidad de Campoo-Cabuérniga, un territorio de setenta y cinco kilómetros cuadrados destinado al pasto de ganado. Se trata de un espacio sui géneris gobernado por una junta directiva compuesta por un delegado de cada uno de los municipios copropietarios de este territorio.
El municipio está situado en la zona occidental de Cantabria, dentro de la comarca de Saja-Nansa. Concretamente dentro del Valle de Cabuérniga. Limita al norte con los municipios de Ruente y Valdáliga, al sur con Los Tojos y la Mancomunidad Campoo-Cabuérniga, al oeste con Rionansa y Tudanca y al este nuevamente con Ruente y Los Tojos.
Por su parte la Mancomunidad de Campoo-Cabuérniga se sitúa en la cabecera del río Saja, en el extremo sur del valle. Linda por el norte con los municipios de Cabuérniga y Los Tojos, por el sur con la Hermandad de Campoo de Suso, por el este nuevamente con el municipio de Los Tojos y por el oeste con Tudanca y Polaciones.
| Noroeste: Valdáliga y Rionansa | Norte: Valdáliga y Ruente                       | Nordeste: Ruente         |
| Oeste: Rionansa y Tudanca      |                                                 | Este: Ruente y Los Tojos |
| Suroeste: Tudanca              | Sur: Mancomunidad Campoo-Cabuérniga y Los Tojos | Sureste: Los Tojos       |

### Clima
El territorio municipal se ubica en la región climática de la Ibéria Verde de clima Europeo Occidental, clasificada también como clima templado húmedo de verano fresco del tipo Cfb según la clasificación climática de Köppen.
Los principales rasgos del municipio a nivel general son unos inviernos suaves y veranos frescos, sin cambios bruscos estacionales, siendo la diferencia entre el invierno y el verano de unos once o doce grados. El aire es húmedo con abundante nubosidad y las precipitaciones son frecuentes en todas las estaciones del año, alcanzando una media anual en torno a los mil doscientos milímetros, con escasos valores excepcionales a lo largo del año. 
La temperatura media de la región ha aumentado en los últimos cincuenta años 0,6 °C, mientras que las precipitaciones ha experimentado un descenso del 10 %. Cada uno de los años de la serie 1981-2010 fueron claramente más secos y cálidos que los de la serie 1951-1980. Y todo indica que las fluctuaciones intra-estacionales del régimen termo-pluviométrico fueron más intensas durante el periodo 1981-2010.

### Recursos naturales

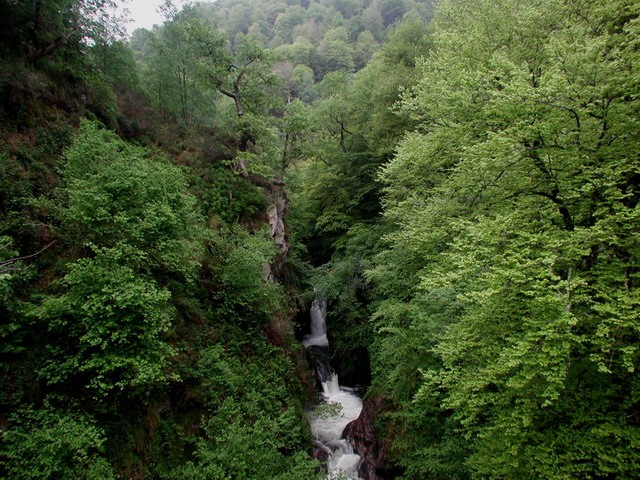
Pozo del Amo, cascada del río Saja

La cota máxima son 1226 metros y la mínima 210.
- Collá (collada) de Carmona: Puerto de montaña de 606 metros de altitud, por el que pasa la carretera que va de Cabuérniga a Puentenansa, tiene espléndidas vistas panorámicas. Tiene dos miradores:
  - Mirador Asomada del Ribero: sobre el pueblo del Carmona, mira hacia Puentenansa.
  - Mirador de la Vueltuca: sobre el pueblo de Valle, mira hacia Cabuérniga.
- Cueto la Caorra: Cumbre de 1189 metros de altitud, situada en la divisoria Saja - Nansa.

El principal río de Cabuérniga es el Saja, río truchero que nace en los Puertos de Sejos, que va recogiendo a lo largo del valle diversos afluentes: río Bijoz, Cambillas, Argoza, Viaña y Lamiña. Tiene un espectacular salto en el llamado Pozo del Amo que pertenece al municipio de Los Tojos. Hay un coto truchero llamado «Coto Cabuérniga».
Cabuérniga está incluido en la Reserva del Saja y Parque natural de Saja-Besaya. Hay cuatro lotes de caza mayor: Peña Fresneda, Rozalén, Valfría y Viaña.

### Flora y fauna

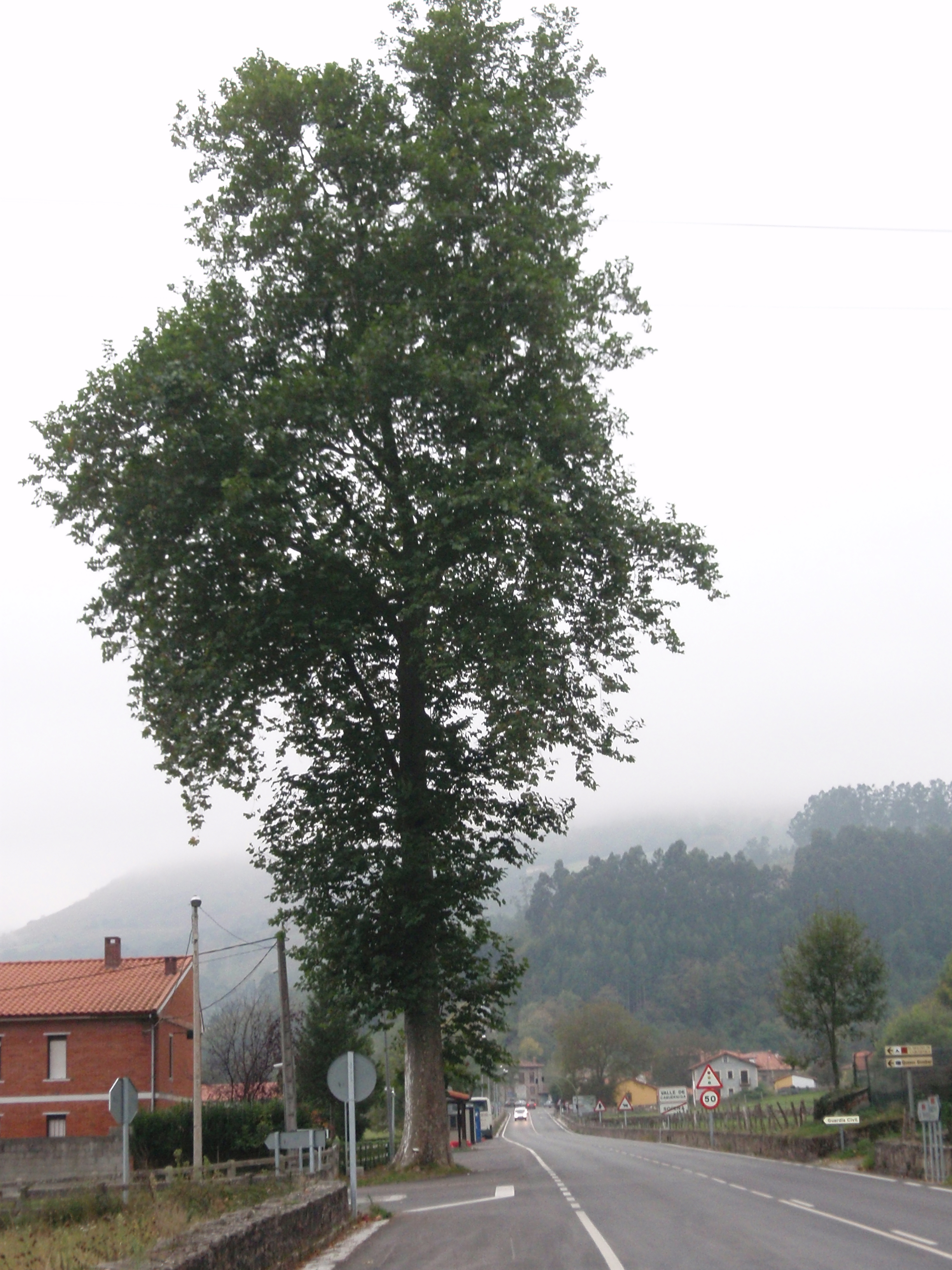
Plátano de Sopeña

- Bosques caducifolios, que crean destacados paisajes en el otoño: de ribera, roble. Hay repoblaciones de pinos y también de alerces.
- Praderías, pastizales y matorrales atlánticos.
- Bosque de monte Aá o Bosque de Monteá: una masa forestal de frondosas, compuesta sobre todo por cajigas, con hayas en las zonas más elevadas.
- Castañera de Terán (Castanea sativa Miller): conjunto de castaños centenarios, entre los que se encuentra La Hoya/La Olla o El Duende.
- Monte de Viaña: extenso bosque de cajigas, hayas y robles.
- Plátano de Sopeña (Platanus hispanica Miller ex Munchh): catalogado como árbol singular.

En cuanto a la fauna silvestre, en los montes y bosques del municipio abundan el ciervo, el corzo, el jabalí, el zorro y el rebeco. Es una zona adecuada para escuchar la berrea o mugidos del ciervo en celo. Además de estos mamíferos, pueden verse aves: rapaces menores como el cernícalo, el milano o el ratonero; hay colonias de buitres leonados.
El ganado autóctono de la zona es el tudanco, que permanece en los invernales y, en verano, es conducido a los pastos de los Puertos de Sejos. La bajada de los rebaños en el otoño origina una fiesta en Carmona, llamada la pasá, en la que el ganado desfila adornado. Una fiesta posterior es la de la Campaná, que se celebra el segundo domingo de octubre.

## Historia
Hay vestigios de la ocupación de este valle durante la prehistoria, en concreto en el periodo Neolítico-Calcolítico: las estructuras tumulares de la Braña de la Haya (Carmona) y de la Braña del Pozo (Valle).
En la época prerromana, el territorio estaba ocupado por la tribu menor avarigina, de la gens concana.
En la Alta Edad Media se constata ya el nombre de Kaórnica (Kaorneka o Kaornega), habitada por gentes "cornecanas". La más antigua mención documental de este valle podría encontrarse en la Carta-puebla de 824, donde se menciona al campurriano collado de Somahoz «et per illa foze via quadiscurrunt Asturianos et Comecanos» (y por la hoz por la que discurre el camino de asturianos y comecanos). Posteriormente, el valle de Cabuérniga quedó integrado en la Merindad de las Asturias de Santillana. Este territorio estaba dominado, en el siglo XV, por la Casa Mendoza-de la Vega, según confirmó el rey castellano Juan II en el año 1444.
Este dominio señorial sobre tierras habitadas por gentes de behetría dio lugar al famoso pleito de los Valles, que entabló en 1544, Cabuérniga con los otros valles de las Asturias de Santillana. Fue resuelto en 1581, reconociéndose el realengo en estas zonas.
Junto a otros territorios entró a formar parte de la provincia de los Nueve Valles en 1630. En 1774 conformó, junto a los municipios de Ruente y Los Tojos, el Real Valle de Cabuérniga. Igualmente perteneció a la provincia de Cantabria constituida en 1779, reinando Carlos III.
Este Ayuntamiento se formó en 1822, pero sin los concejos de Carmona y Viaña, que se le agregaron trece años más tarde, cuando todo el municipio pasó del partido judicial de Puentenansa al de Cabuérniga. Así se mantuvo hasta bien entrado el siglo XX, en que se integró en el partido judicial de Torrelavega.
En 1928, y por primera vez en Cantabria, dos mujeres accedieron al cargo de ediles en el municipio de Cabuérniga. Las dos ediles fueron Petra Mier González (elegida, además, Primer Teniente de Alcalde) y Julia Fernández de la Reguera, ambas representando a Sopeña en el ayuntamiento.

## Demografía
Cabuérniga cuenta con una población de 1001 habitantes (INE 2024).
| Gráfica de evolución demográfica de Cabuérniga entre 1842 y 2021                                                    |
| |
| Población de derecho según los censos de población del INE Población de hecho según los censos de población del INE |

|  | Gráfico no disponible temporalmente debido a problemas técnicos. |

|  | Gráfico no disponible temporalmente debido a problemas técnicos. |

## Administración y política

### Gobierno municipal
El Ayuntamiento de Cabuérniga es la institución encargada del gobierno y administración municipal. Está compuesto por el alcalde a cargo del poder ejecutivo y siete concejales que ejercen como poder legislativo. Los concejales son elegidos directamente por el vecindario mediante sufragio universal, mientras que el alcalde es escogido en segunda instancia por estos, entre los cabezas de lista con representación en el Pleno.
En las elecciones de mayo de 2019, Cabuérniga pasa de tener, 9 concejales electos a tener, 7 concejales electos, por bajar el censo de población de los 1000 habitantes.
Actualmente el alcalde de Cabuérniga es Nicolás Toral Martínez, como resultado de las últimas elecciones municipales, celebradas el domingo 26 de mayo de 2019. El resultado de las mismas fue el siguiente: PRC (Partido Regionalista de Cantabria) 39,5 %, 3 concejales; PP (Partido Popular) 33,9 %, 2 concejales; PSOE (Partido Socialista Obrero Español) 25,1 %, 2 concejales. La sorpresa llegó el día de la investidura cuando el pacto PP-PSOE desbancó al PRC de la alcaldía. En dicho pacto el PSOE gobernará durante los dos primeros dos años con Nicolás Toral Martínez como alcalde, para que en junio de 2021 tomara la Alcaldía la concejala electa del PP, Mª Rosa Fernández Iglesias, que ejercerá el cargo hasta el fin de legislatura (2023).

La casa consistorial está ubicada en la localidad de Valle de Cabuérniga.
| Partido político                         | 2023  | 2023  | 2023       | 2019  | 2019  | 2019       | 2015  | 2015  | 2015       | 2011  | 2011  | 2011       | 2007  | 2007  | 2007       | 2003  | 2003  | 2003       |
| Partido político                         | Votos | %     | Concejales | Votos | %     | Concejales | Votos | %     | Concejales | Votos | %     | Concejales | Votos | %     | Concejales | Votos | %     | Concejales |
| Partido Socialista Obrero Español (PSOE) | 343   | 45,73 | 3          | 182   | 25,06 | 2          | —     | —     | —          | 79    | 10,13 | 1          | 144   | 17,6  | 1          | 141   | 17,15 | 1          |
| Partido Popular (PP)                     | 196   | 26,13 | 2          | 246   | 33,88 | 2          | 255   | 35,17 | 3          | 342   | 43,85 | 4          | 298   | 36,43 | 4          | 149   | 18,13 | 2          |
| Partido Regionalista de Cantabria (PRC)  | 185   | 24,66 | 2          | 287   | 39,53 | 3          | 370   | 51,03 | 5          | 350   | 44,87 | 4          | 363   | 44,38 | 4          | 458   | 55,72 | 6          |
| Izquierda Unida (IU)                     | 20    | 2,66  | 0          | —     | —     | —          | 90    | 12,41 | 1          | —     | —     | —          | —     | —     | —          | —     | —     | —          |

### Organización territorial

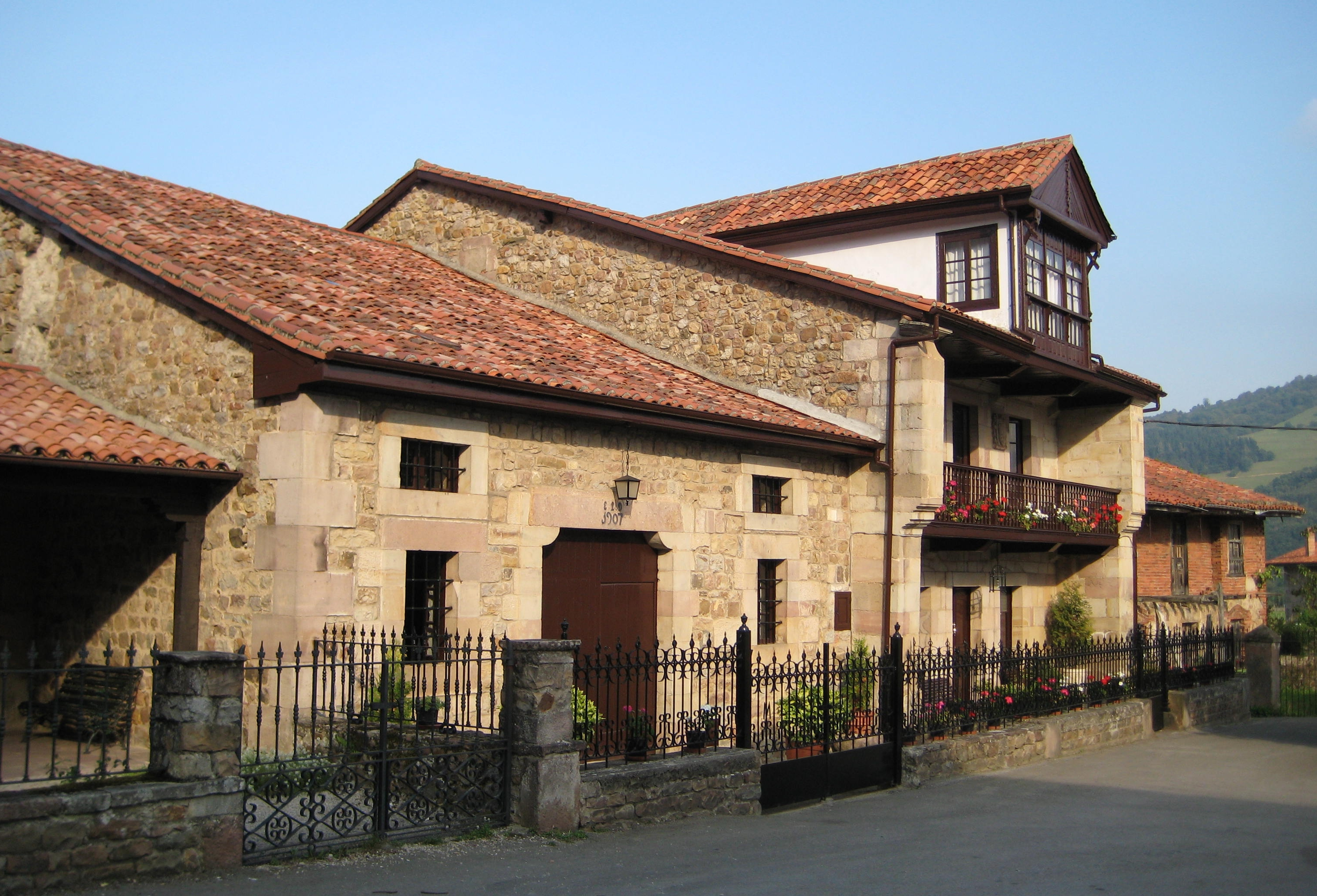
Casas en Valle

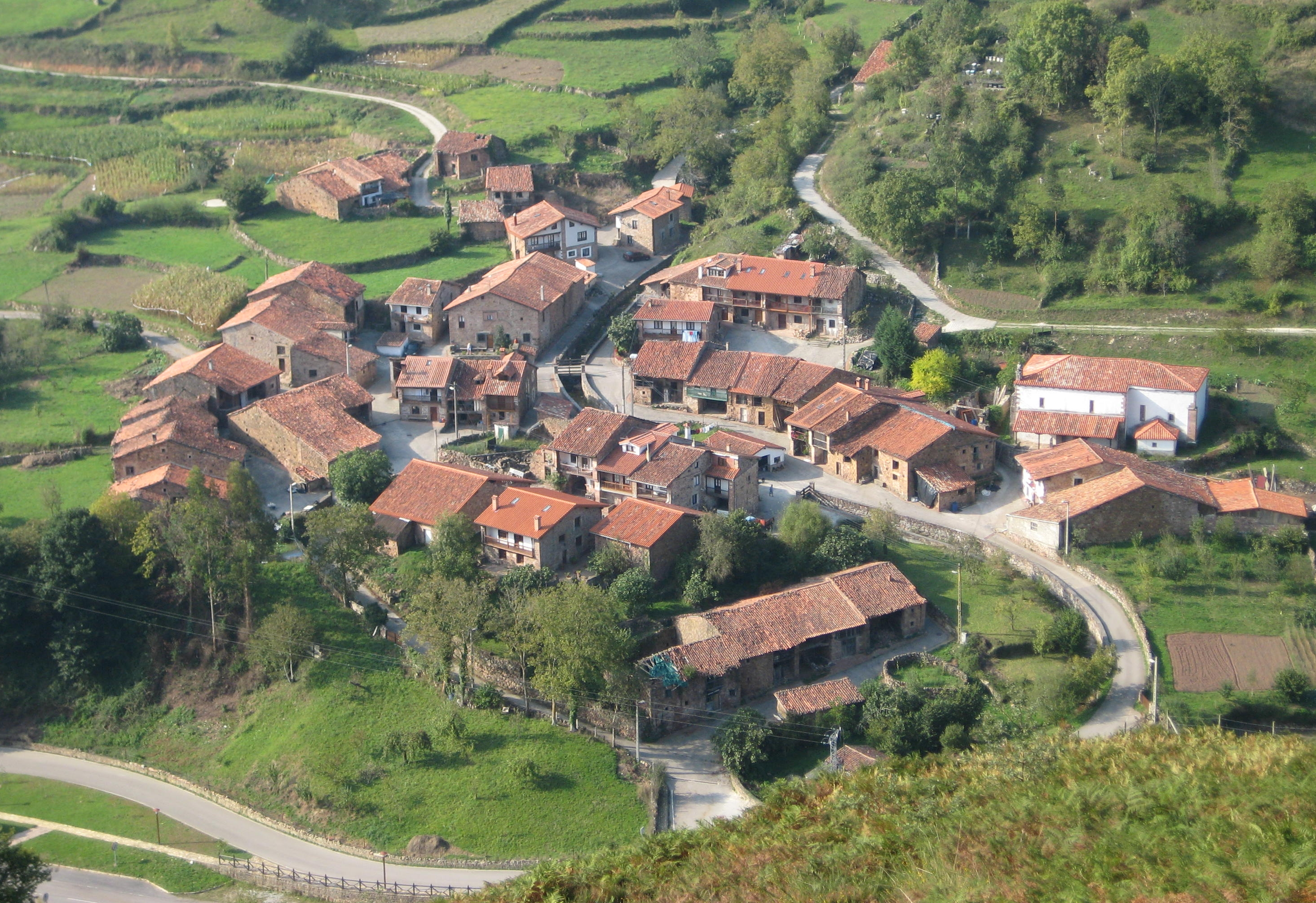
San Pedro, junto a Carmona

Los 1001 habitantes de Cabuérniga se distribuyen en:
- Carmona, 150 hab.
- Fresneda, 28 hab.
- Renedo, 148 hab.
- Selores, 66 hab.
- Sopeña, 224 hab.
- Terán, 196 hab.
- Valle (capital), 141 hab.
- Viaña, 48 hab.

### Justicia
El municipio pertenece al partido judicial de Torrelavega (partido judicial n.º 1 de Cantabria).
El juez de paz de Cabuérniga es Matías Carpintero Mantecón.

## Economía

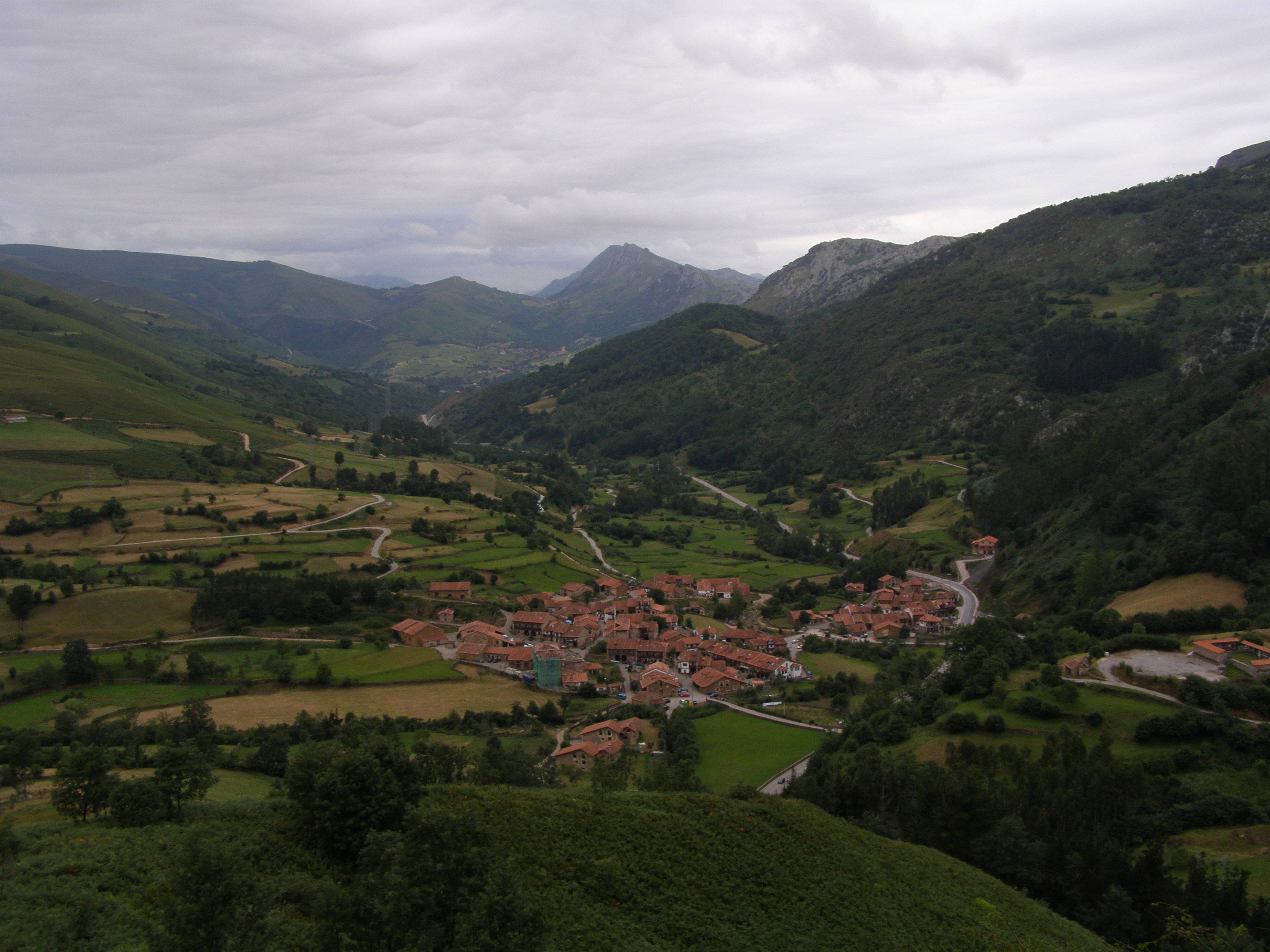
Carmona, una de las localidades que componen el municipio

### Ganadería y agricultura
La ganadería y la agricultura han sido la base de la economía tradicional cabuérniga. No obstante, en las últimas décadas el sector se ha reconvertido, con menos explotaciones y más racionales.

### Industria
Los cabuérnigos ya eran famosos como constructores de carros en el siglo XVII. Se conserva la tradicional industria artesanal de la madera. Se elaboran carros, aperos y herramientas de labranza. Son notables las albarcas que, aparte de seguir utilizándose con el mal tiempo, tienen carácter decorativo.

### Servicios
El turismo es un sector en alza como principal fuente de ingresos, en particular el turismo gastronómico.

## Cultura

### Patrimonio
Destaca como bien de interés cultural, en la categoría de conjuntos históricos, Carmona, juntamente con el barrio de San Pedro.
Además, tres pueblos del municipio son Bienes de interés local, con categoría de conjunto histórico: 
- Villa de Terán; sus antiguas escuelas, además, son un Bien inventariado
- Villa de Renedo
- Villa del Valle

### Gastronomía
- Cocido montañés
- Carne de pastos naturales o de caza
- Truchas de río

## Personas destacadas
- Augusto González de Linares, geólogo, mineralogista y zoólogo natural de Valle
- Manuel Llano, escritor natural de Sopeña
- José María Justo Cos y Macho, obispo y arzobispo natural de Terán